# Championnats d'Europe de roller de vitesse 2016
Navigation
Édition précédente Édition suivante
Les championnats d'Europe de roller course 2016, ont lieu du 23 au 30 juillet 2016 à Heerde pour les courses en piste et route, et à Steenwijkerland pour les épreuves de marathon, aux Pays-Bas.

## Podiums

### Femmes
| Épreuves           | Or                                                                     | Argent                                                                         | Bronze                                                                      |
| Piste              | Piste                                                                  | Piste                                                                          | Piste                                                                       |
| ------------------ | ---------------------------------------------------------------------- | ------------------------------------------------------------------------------ | --------------------------------------------------------------------------- |
| 300 m              | Sandrine Tas                                                           | Stien Vanhoutte                                                                | Laethisia Schimek                                                           |
| 500 m sprint       | Laethisia Schimek                                                      | Sheila Posada                                                                  | Erika Zanetti                                                               |
| 1 000 m sprint     | Francesca Lollobrigida                                                 | Mareike Thum                                                                   | Juliette Pouydebat                                                          |
| 10 000 m           | Francesca Lollobrigida                                                 | Sandrine Tas                                                                   | Juliette Pouydebat                                                          |
| 15 000 m           | Sandrine Tas                                                           | Mareike Thum                                                                   | Clémence Halbout                                                            |
| 3 000 m par équipe | Italie Giulia Lollobrigida Erika Zanetti Francesca Lollobrigida        | Allemagne Mareike Thum Laethisia Schimek Sabine Berg Josie Hofmann             | France Clémence Halbout Juliette Pouydebat Maelann Le Roux Flavie Balandras |
| Route              |                                                                        |                                                                                |                                                                             |
| 100 m              | Laethisia Schimek                                                      | Vanessa Bittner                                                                | Melissa Bellet                                                              |
| 1 Runde Sprint     | Erika Zanetti                                                          | Anke Vos                                                                       | Laethisia Schimek                                                           |
| 10 000 m à point   | Francesca Lollobrigida                                                 | Sandrine Tas                                                                   | Irene Schouten                                                              |
| 20 000 m           | Sandrine Tas                                                           | Manon Kamminga                                                                 | Clémence Halbout                                                            |
| 5 000 m par équipe | Pays-Bas Irene Schouten Manon Kamminga Bianca Roosenboom Elma de Vries | Italie Francesca Lollobrigida Giulia Lollobrigida Erika Zanetti Ylenia Zanotti | Belgique Sandrine Tas Anke Vos Stien Vanhoutte                              |
| Longue distance    |                                                                        |                                                                                |                                                                             |
| 42 195 m           | Katharina Rumpus                                                       | Janita Willems-Crediet                                                         | Maelann Le Roux                                                             |

### Hommes
| Épreuves           | Or                                                                    | Argent                                                               | Bronze                                                                |
| Piste              | Piste                                                                 | Piste                                                                | Piste                                                                 |
| ------------------ | --------------------------------------------------------------------- | -------------------------------------------------------------------- | --------------------------------------------------------------------- |
| 300 m              | Simon Albrecht                                                        | Gwendal Le Pivert                                                    | Ronald Mulder                                                         |
| 500 m sprint       | Gwendal Le Pivert                                                     | Simon Albrecht                                                       | Ronald Mulder                                                         |
| 1 000 m sprint     | Gwendal Le Pivert                                                     | Bart Swings                                                          | Kay Schipper                                                          |
| 10 000 m           | Fabio Francolini                                                      | Ewen Fernandez                                                       | Patxi Peula                                                           |
| 15 000 m           | Stefano Mareschi                                                      | Fabio Francolini                                                     | Ewen Fernandez                                                        |
| 3 000 m par équipe | Italie Fabio Francolini Stefano Mareschi Riccardo Bugari Daniel Niero | France Ewen Fernandez Gwendal Le Pivert Elton de Souza Nolan Beddiaf | Pays-Bas Rémon Kwant Luc Ter Haar Kay Schipper Rick Schipper          |
| Route              |                                                                       |                                                                      |                                                                       |
| 100 m              | Ioseba Fernandez                                                      | Riccardo Passarotto                                                  | Simon Albrecht                                                        |
| 1 Runde Sprint     | Simon Albrecht                                                        | Ioseba Fernandez                                                     | Gwendal Le Pivert                                                     |
| 10 000 m à point   | Ewen Fernandez                                                        | Felix Rijhnen                                                        | Crispijn Ariëns                                                       |
| 20 000 m           | Bart Swings                                                           | Riccardo Bugari                                                      | Ewen Fernandez                                                        |
| 5 000 m par équipe | France Ewen Fernandez Gwendal Le Pivert Elton de Souza Nolan Beddiaf  | Pays-Bas Kay Schipper Luc Ter Haar Crispijn Ariëns Joris Harink      | Italie Fabio Francolini Stefano Mareschi Riccardo Bugari Daniel Niero |
| Longue distance    |                                                                       |                                                                      |                                                                       |
| 42 195 m           | Gary Hekman                                                           | Bart Swings                                                          | Patxi Peula                                                           |

## Tableau des médailles
- Pays organisateur

| Rang  | Nation    | Or | Argent | Bronze | Total |
| ----- | --------- | -- | ------ | ------ | ----- |
| 1     | Italie    | 8  | 4      | 2      | 14    |
| 2     | Allemagne | 5  | 5      | 3      | 13    |
| 3     | Belgique  | 4  | 6      | 1      | 11    |
| 4     | France    | 4  | 3      | 10     | 17    |
| 5     | Pays-Bas  | 2  | 3      | 6      | 11    |
| 6     | Espagne   | 1  | 2      | 2      | 5     |
| 7     | Autriche  | 0  | 1      | 0      | 1     |
| Total | Total     | 24 | 24     | 24     | 72    |

## Sources
- Résultats des Championnats d'Europe, sur le site rollersisters.com.